# بي بي سي لرنينغ إنجلش
بي بي سي لرنينغ إنجلش فرع من خدمات بي بي سي لتعليم اللغة الإنجليزية. الخدمة تحوي مصادر وأنشطة مجانية للأساتذة والطلاب. وهي تعتمد بشكل أساسي على موقع القناة على الإنترنت كما تبث برنامجا إذاعيا هذه الخدمة أنشئت عام 1934. ومنذ إنشاء الخدمة تغير اسمها عدة مرات ومن أسماء الخدمة:
- English by Radio (ExR)
- English by Radio and Television
- BBC English
- BBC Learning English

والخدمة مقدمة لتعليم المبتدئين والمتوسطين والمتقدمين في اللغة الإنجلزية.